# Animalistyka

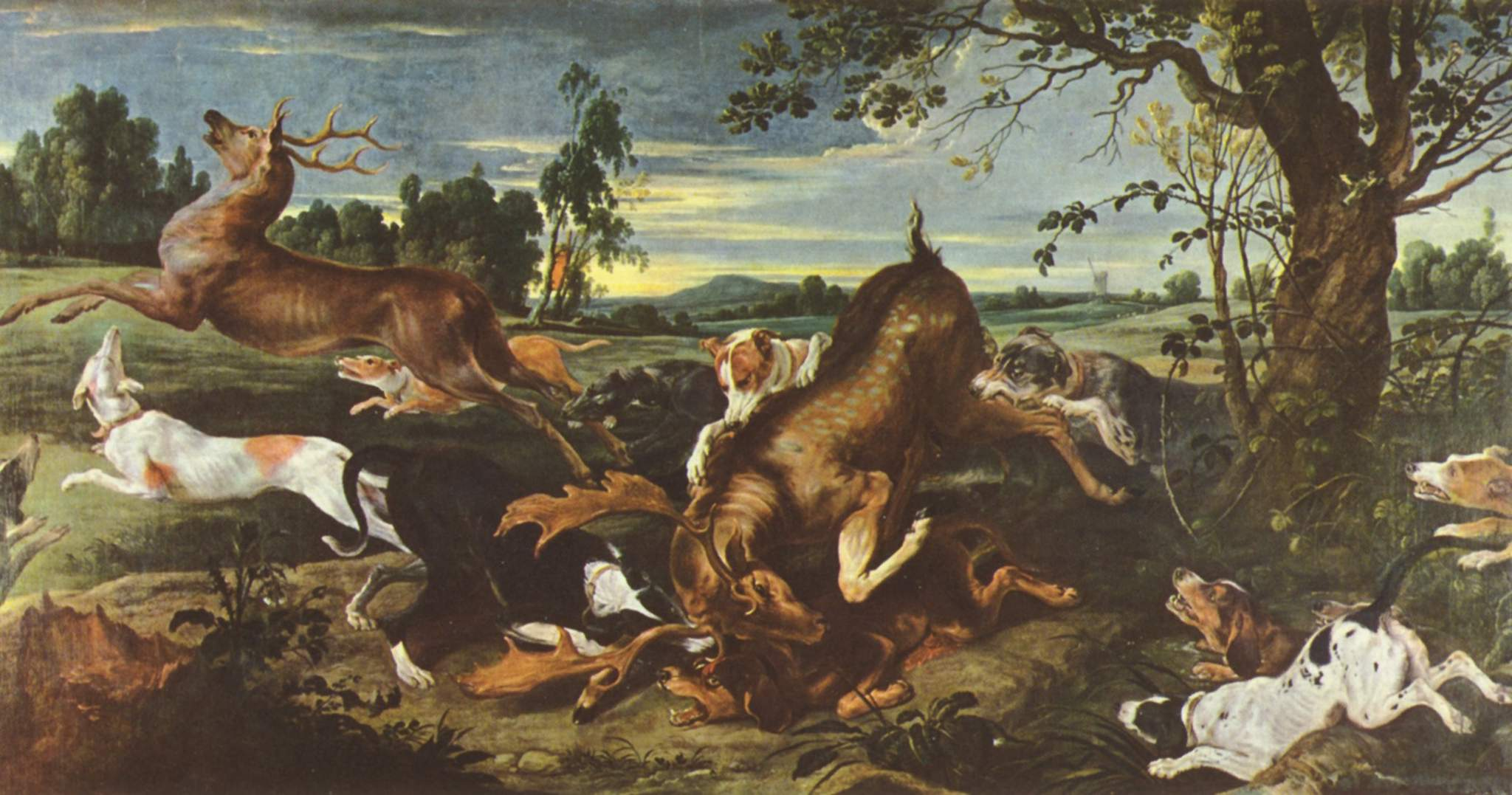
Frans Snyders, Polowanie na jelenie

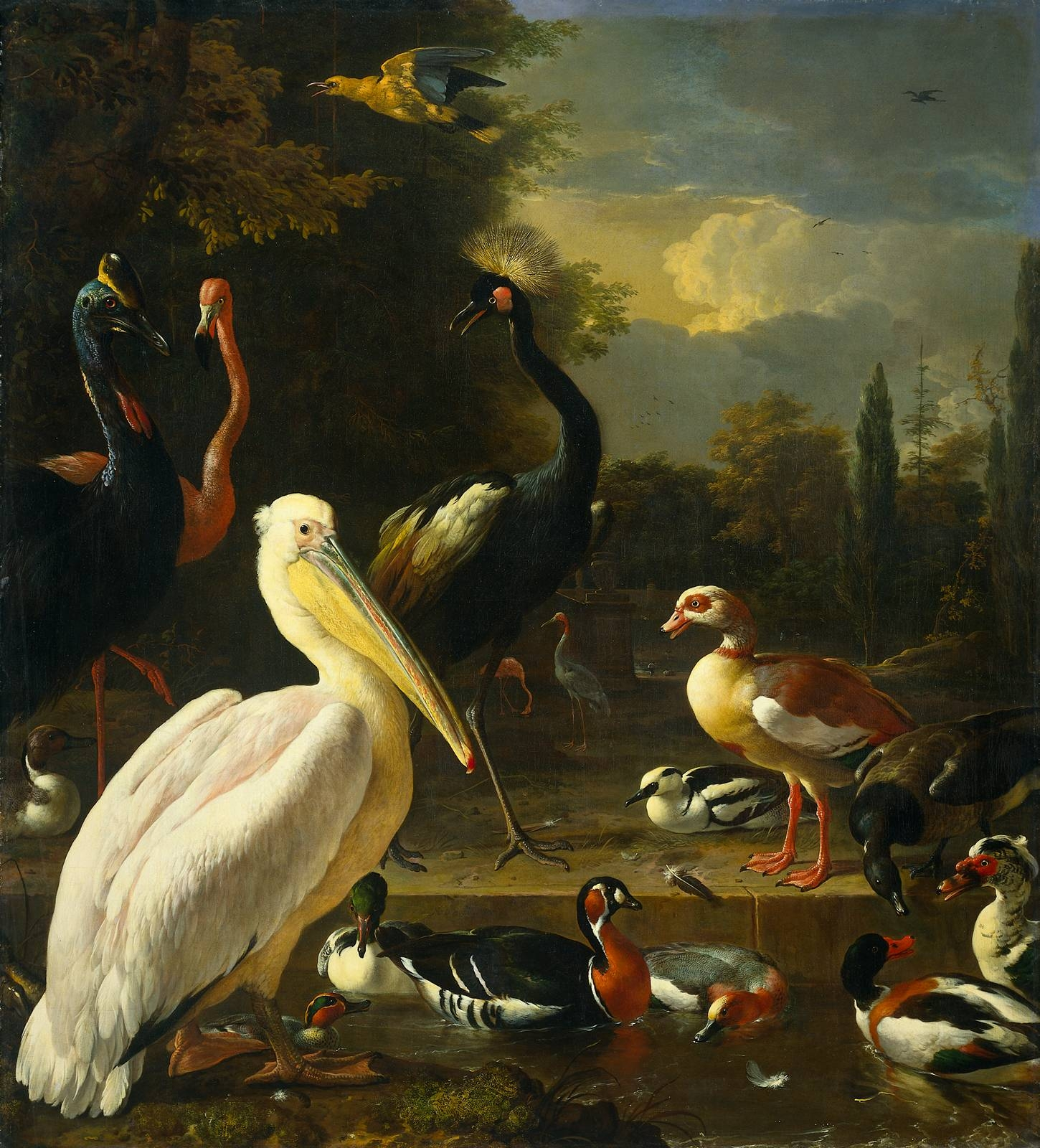
Melchior de Hondecoeter, Ptaki w parku (około 1680)

Animalistyka – przedstawienie zwierząt (pasące się bydło, konie, ptactwo domowe) lub scen ze zwierzętami (zwierzyna osaczana przez psy, walki zwierząt i tym podobne), głównie w malarstwie, grafice, rzeźbie i fotografii. Artystę specjalizującego się w tej tematyce nazywa się animalistą.
Przedstawienia zwierząt pojawiły się już w paleolicie (malowidła naskalne, na przykład Altamira). W średniowieczu występowały w rzeźbie architektonicznej oraz iluminatorstwie, często z elementami fantastyki i symboliki. Jako samodzielny temat pojawiły się w XVI wieku.
Rozkwit malarstwa animalistycznego nastąpił w XVII wieku w Holandii (Melchior de Hondecoeter, Abraham Hondius, Paulus Potter, Jan Weenix) i Flandrii (Frans Snyders, Jan Fyt, Paul de Vos) oraz w XVIII wieku we Francji (Jean-Baptiste Oudry, Alexandre-François Desportes) i Anglii (George Stubbs).
W Polsce malarstwo animalistyczne pojawiło się w XVII wieku pod wpływem realizmu flamandzkiego (Daniel Schultz). Rozpowszechniło się na przełomie XIX i XX wieku (Juliusz Kossak, Józef Chełmoński, Julian Fałat, Alfred Kowalski-Wierusz), często połączone z tematami krajobrazowymi, rodzajowymi lub batalistycznymi. Do animalistów zaliczany jest też Piotr Michałowski. 